# Every Little Bit Hurts
Every Little Bit Hurts este cel de-al doilea și ultimul disc single extras de pe albumul în concert, al cântăreței de origine americană, Alicia Keys și a fost lansat în luna ianuarie a anului 2006. Fiind o preluare după șlagărul Brendei Holloway, piesa „Every Little Bit Hurts” nu s-a bucurat de succes comercial. Every Little Bit Hurts reprezintă cel mai prost clasat single din întreaga carieră a Aliciei, neobținând poziții importante in top 70.
La producerea acestuia au contribuit Alicia și Ed Cobb. Melodia a fost cântată pentru prima oară în anul 1964 de către cântăreața soul Brenda Holloway și a devenit un hit. De-a lungul timpului diferite artiste (Aretha Franklin, Teena Marie) au realizat versiuni ale acesteia în care își scoteau în evidență calitățile vocale. Alicia a reînregistrat piesa special pentru acest album live.

## Videoclip
Premiera videoclipului a avut loc pe data de 17 ianuarie în cadrul emisiunii 106 & Park, difuzată de către postul de televiziune Black Entertainment Television. Acesta este complet filmat alb-negru, surprinzând-o pe artistă cântând alături de trupa sa pe o scenă. În acest clip este redată atmosfera anilor 1920-1930 cu ajutorul costumațiilor purtate de către artistă și ceilalți membrii.